# Falshålets naturreservat
Falshålets naturreservat är ett naturreservat i Heby kommun i Uppsala län.
Området är naturskyddat sedan 1960 och är 1 hektar stort. Reservatet består av mindre skog med gran, asp och björk och ett bestånd av guckusko.